# Seven Drunken Nights
«Seven Drunken Nights» (с англ. — «Семь пьяных ночей») — шуточная ирландская народная песня, наиболее известная в исполнении группы The Dubliners. Версия The Dubliners достигла 7-й строчки британских чартов в 1967 году. В её основе старая английская баллада под названием «Our Goodman» (№ 274 из коллекции «Child Ballads» Френсиса Джеймса Чайлда), иногда называемая «Four Nights Drunk» (с англ. — «Четыре пьяные ночи»). Песня также стала частью американской фолк-культуры, как в среде выходцев из Ирландии, так и в блюзовой традиции США.
Каждая «ночь» состоит из куплета, исполняемого рассказчиком, за которым вступает хор, с ответным куплетом от имени его жены. Рассказчик всю неделю, семь раз подряд, приходит домой пьяным и каждый раз находит доказательства, что в его отсутствие к жене кто-то приходил. Жена отвергает все обвинения, впрочем, её объяснения не слишком-то убедительны. В приличном обществе обычно исполняют только первые пять «ночей», так как остальные две весьма вульгарны.

## «Ночи» с 1-й по 5-ю
В первую ночь (обычно упоминается, что это понедельник), рассказчик приходит домой пьяным и видит странную лошадь во дворе:

Я в понедельник шёл домой.

Был пьяным в стельку я!

Гляжу, чужая лошадь там,

Где быть должна моя!

Своей хорошенькой жене:

Сказал с упрёком я:

«Чья это лошадь там стоит

Где быть должна моя?»
Оригинальный текст (англ.)As I went home on Monday night as drunk as drunk could be,

I saw a horse outside the door where my old horse should be.

Well, I called me wife and I said to her: "Will you kindly tell to me

Who owns that horse outside the door where my old horse should be?"

Жена отвечает ему, что это всего лишь свинья (в американской версии — корова), подарок от её матери:

Что?! Где?! Ну где ты лошадь там увидел? Шёл бы лучше спать!

Корова дойная стоит, что мне прислала мать!
Оригинальный текст (англ.)"You old fool, you blind fool, can’t you plainly see,

It’s nothing but a milking cow my mother sent to me"

Рассказчик кажется удовлетворённым таким объяснением, но резонно замечает:

Я обошёл весь белый свет, объездил все края,

Но чтоб корова и под седлом, нигде не видел я!
Оригинальный текст (англ.)Well I’ve travelled this wide world over, ten thousand miles or more,

But a saddle and a bridle on a milking cow I never did see before.

Во вторник пьяный рассказчик находит подозрительную куртку, жена возражает, что это шаль, которую ей прислала мать, но у «шали» почему-то обнаруживаются пуговицы. Затем следуют трубка (флейта, набитая табаком), пара ботинок (цветочные горшки со шнурками) и, наконец, на пятый день рассказчик обнаруживает, что «лежит чужая голова, где быть должна моя». Жена уверяет, что это всего лишь маленький ребёнок, которого как обычно «прислала мать». Рассказчик недоумевает, откуда у ребёнка бакенбарды.

## «Ночи» 6-я и 7-я
Заключительные две «ночи» исполняются редко, так как отличаются похабным содержанием. Из-за редкого исполнения существует несколько вариантов их текстов. В одном из вариантов сюжет шестой «ночи» повторяет предыдущие пять: рассказчик приходит домой и видит две руки на обнажённой груди своей жены. Та говорит, что это ночная рубашка или модный лифчик, как всегда, от матери. В ответ рассказчик замечает, что никогда не видел лифчика с пальцами.
Другая версия шестой «ночи» (в ирландской версии песни) выпадает из общего ряда. Рассказчик приходит домой и в три часа ночи замечает, что из дома вышел какой-то человек. Жена отвечает, что это английский сборщик налогов, «что нам прислала Королева». Тут рассказчик неожиданно проявляет недюжинную смекалку и заявляет: «объехав сотню миль, облазив все края, чтоб англичанин сидел до трёх, нигде не видел я». Таким образом, куплет представляет собой «шпильку» в сторону англичан, типичную для ирландской культуры. Так как он принципиально отличается от остальных, его исполняют последним — шестым или седьмым.
Вероятно, самый распространённый вариант седьмой ночи таков: рассказчик обнаруживает чью-то «штучку» (англ. thing), в «штучке» жены, где должна быть его «штучка». У супруги, как всегда, готов ответ, что это «свисток, который прислала мать». Рассказчик говорит, что никогда не видел волосатых свистков. В другом варианте, жена говорит, что это свечка, а рассказчик отвечает, что не знал, что у свечек бывают два шарика.
Конечно, в песне, построенной на повторяющемся мотиве, многое остаётся необъяснённым, например, что делает рассказчик, протрезвившись, когда вещи предстают ему в своём истинном обличье. Может быть, к этому моменту они просто исчезают, тем же путём что появились. С другой стороны, не исключено, что рассказчик находится в длительном запое, и тогда его этот вопрос не волнует. Также не ясно, как он, заметив «штучку», умудряется не заметить её обладателя.

## Ирландская и американская версия песни
Версии очень схожи. Наиболее существенные различия: в американской версии рассказчик находит «корову», вместо «свиньи», в ней более грубый язык (жена называет героя «сукиным сыном») и т. д. Примечательно, что если «ирландец» объехал «сотню миль или даже больше», то американец «объехал десять тысяч миль или больше» или даже «обошёл весь белый свет, облазил все края». На русский язык обычно переводят американскую версию песни.
В среде ирландских выходцев в Америке существует вариант песни, в котором героя зовут Дядя Майк (англ. Uncle Mike), но такие версии не распространяются дальше локальных культур.

## «Four Nights Drunk»
Широко известна переработанная версия песни, где число «ночей» сокращено до четырёх. История та же самая, немного отличаются детали: за лошадью и сапогами следует шляпа, а затем сразу незнакомец, которого герой принимает за «усатого ребёнка». Эта версия была записана группой Steeleye Span и вошла в их альбом «Ten Man Mop, or Mr. Reservoir Butler Rides Again» (1971)

## Записи песни
| Альбом/Сингл                                                     | Исполнитель                | Год  | Вариант                                     | Примечания                                                            |
| ---------------------------------------------------------------- | -------------------------- | ---- | ------------------------------------------- | --------------------------------------------------------------------- |
| Earl Johnson Vol. 1 1927                                         | Earl Johnson               | 1927 | Three Nights Experience                     | .                                                                     |
| Serenade The Mountains: Early Old Time Music On Record           | Gid Tanner & Riley Puckett | 1934 | Three Nights Drunk                          | .                                                                     |
| 1947-1948                                                        | Tom Archia                 | 1948 | Cabbage Head Part 1 and Cabbage Head Part 2 | .                                                                     |
| Ten Man Mop, Or Mr. Reservoir Butler Rides Again                 | Steeleye Span              | 1971 | Four Nights Drunk                           | .                                                                     |
| The English and Scottish Popular Ballads: Vol. 1 — Child Ballads | Ewan MacColl               | 1961 | Oud Goodman (Our Gudeman, Child 274)        | .                                                                     |
| Folk Balladeer                                                   | Джон Джейкоб Найлз         | 1965 | Our Goodman or Old Cuckold                  | переиздана на My Precarious Life In The Public Domain.                |
| Essential Collection                                             | The Dubliners              | 1967 | Seven Drunken Nights                        | .                                                                     |
| Digital Library of Appalachia                                    | Jenes Cottrell             | 1973 | Four Nights Drunk                           | Записана на Mountain Heritage Festival в Картер-Кантри, штат Кентукки |
| Irish Beer Drinking Favorites                                    | The Kilkenny Brothers      | 1998 | Seven Drunken Nights                        | .                                                                     |
| Digital Library of Appalachia                                    | Sheila K. Adams            | 1998 | Four Nights Drunk                           | Записана на Berea College Celebration of Traditional Music 22.10.98.  |
| Going Up the Missouri: Songs & Dance Tunes from Old Fort Osage   | Jim Krause                 | 1999 | Cabbagehead                                 | .                                                                     |
| Underneath The Stars                                             | Kate Rusby                 | 2003 | The Goodman                                 | .                                                                     |
| Website                                                          | Wendy Grossman             | 2005 | Four Nights Drunk                           | Пародия.                                                              |

## Переводы на русский язык
Существует несколько любительских переводов песни на русский язык, самым известным из которых является, вероятно, перевод барда Александра Ткачёва под названием «Вечно пьяный ковбой». В его исполнении песня имеет пять частей: корова, шляпа, брюки, голова, а последнюю часть Ткачёв сочинил сам, заменив оригинальный вульгарный текст на более умеренный. Герой находит младенца, на ответ жены, что это «старое полено, что дала мне мать», удивлённо замечает, что никогда не видел, чтобы полено писало. Текст Ткачёва послужил основой для многих вариаций, разные исполнители-любители поют эту песню немного по-разному.
Однако данный сюжет присутствовал ещё в «Сценах из рыцарских времен» А. С. Пушкина. Ср. исполняемую Францем песенку:

Воротился ночью мельник…

Женка! Что за сапоги?

Ах ты, пьяница, бездельник!

Где ты видишь сапоги?

Иль мутит тебя лукавый?

Это ведра. — Ведра? право? —

Вот уж сорок лет живу,

Ни во сне, ни на яву

Не видал до этих пор

Я на ведрах медных шпор.

У российской рок-группы «Сектор Газа» в альбоме 1994 года «Танцы после порева» присутствует песня «Метаморфоза», которая имеет в своей основе текст ирландской песни. Правда, в версии «Сектора Газа» дня всего четыре: в первом и втором днях повествуется о корове и шляпе, а в третьем и четвёртом описываются самые вульгарные ситуации.
Так же существует перевод Александра О’Карпова Семь бухих ночей, записанный с группой Руадан.